# نوريوكي إيواداري
نوريوكي إيواداري (岩垂徳行 إيواداري نوريوكي) هو ملحن ياباني ولد في 28 أبريل 1964 في ماتسوموتو، ناغانو.

## أعماله في الأنمي

### مسلسلات أنمي تلفزيونية
- كيميكيس pure rouge (بالتعاون مع هيكارو ناناسي وماسارو يوكوياما)

## أعماله في ألعاب الفيديو
- سوبر سماش برذرز براول
- كيميكيس
- أماغامي
- فينيكس رايت: إيس أتورني: ترايالز آند تريبيوليشنز
- إيس أتورني إنفستيغيشنز: مايلز إدجوورث (بالتعاون مع ياسوكو يامادا)
- غياكتين كينجي 2
- فينيكس رايت: إيس أتورني: دوال ديستنيز
- فينيكس رايت: إيس أتورني: سبيريت أوف جاستيس
- سلسلة ألعاب لونار
- سلسلة ألعاب غرانديا
- فوتوكانو
- رادياتا ستوريز
- كيد إيكاروس: أبرايسنغ

## وصلات خارجية
- نوريوكي إيواداري على موقع IMDb (الإنجليزية)
- نوريوكي إيواداري على موقع ميوزك برينز (الإنجليزية)
- نوريوكي إيواداري على موقع ديسكوغز (الإنجليزية)